# 北市场街道 (四平市)
北市场街道，是中华人民共和国吉林省四平市铁东区下辖的一个乡镇级行政单位。

## 行政区划
北市场街道下辖以下地区：
金桥社区、马车房社区、金龙社区和广兴茂社区。